# Children of the Corn
Children of the Corn (Copii Porumbului[nefuncțională]
) este o povestire de groază scrisă de scriitorul american Stephen King, prima oară publicată în numărul din martie 1977 al revistei Penthouse și apoi inclusă în colecția Night Shift din 1978.

## Povestea
Într-o încercare de a-și salva căsătoria, Burt si Vicky Robeson, un cuplu care se ceartă tot timpul, merg cu mașina în California în căutarea unei vacanțe plăcute. În timp ce merg printr-o zonă rurală din Nebraska, lovesc cu mașina un băiețel care fugea pe drum. La o examinare a corpului, ignorând protestele lui Vicky, Burt descoperă că gâtul băiatului a fost tăiat și el sângerase deja până la moarte înainte de a fi lovit. După ce deschid valiza băiatului, ei găsesc un crucifix din știuleți de porumb, cu literele INRI scrise pe el. Realizând că vor trebui să raporteze acest lucru autorităților locale, ei pun cadavrul în portbagajul mașinii și continuă să meargă înainte. În cele din urmă ajung în Gatlin, o comunitate mică, izolată, care pare a fi un oraș-fantomă. Atunci când merg pe străzi și vizitează un restaurant pustiu, cei doi observă că cele mai multe lucruri din oraș sunt rămase în urmă, cum ar fi prețul la benzină sau datele calendaristice. În cele din urmă găsesc secția de poliție, dar, la fel ca tot orașul, este pustie. După ce Burt și Vicky se ceartă iar, Vicky amenință că va pleca cu mașina și-l va lăsa pe Burt blocat în Gatlin. Burt îi smulge poșeta, îi ia setul ei de chei de mașină și apoi îi spune că va continua explorarea orașului. Vicky, pe punctul de a face o nouă isterie, rămâne în mașină și urlă la Burt, implorându-l să părăsească Gatlin și să meargă în altă parte pentru a chema poliția. El o ignoră și pleacă prin oraș.

## Filme bazate pe această povestire
- Disciples of the Crow (1983)
- Children of the Corn (1984)
- Children of the Corn II: The Final Sacrifice (1993)
- Children of the Corn III: Urban Harvest (1995)
- Children of the Corn IV: The Gathering (1996)
- Children of the Corn V: Fields of Terror (1998)
- Children of the Corn 666: Isaac's Return (1999)
- Children of the Corn: Revelation (2001)
- Children of the Corn (2009) (2009)
- Children of the Corn: Genesis (2011)

## Vezi și
- Listă de povestiri după care s-au făcut filme